# Bistum Orizaba
Das Bistum Orizaba (lat.: Dioecesis Orizabensis, span.: Diócesis de Orizaba) ist eine in Mexiko gelegene römisch-katholische Diözese mit Sitz in Orizaba.

## Geschichte
Das Bistum Orizaba wurde am 15. April 2000 durch Papst Johannes Paul II. mit der Apostolischen Konstitution Adiutorium ferre aus Gebietsabtretungen des Erzbistums Jalapa errichtet und diesem als Suffraganbistum unterstellt.

## Bischöfe von Orizaba
- Hipólito Reyes Larios, 2000–2007, dann Erzbischof von Jalapa
- Marcelino Hernández Rodríguez, 2008–2013, dann Bischof von Colima
- Francisco Eduardo Cervantes Merino, seit 2015